# Belmont-sur-Yverdon
Belmont-sur-Yverdon ist eine politische Gemeinde im Distrikt Jura-Nord vaudois des Kantons Waadt in der Schweiz.

## Geographie

Historisches Luftbild von Werner Friedli von 1963

Belmont-sur-Yverdon liegt auf 535 m ü. M., 4 km südsüdwestlich der Bezirkshauptstadt Yverdon-les-Bains (Luftlinie). Das Haufendorf erstreckt sich auf einer Geländeterrasse auf den nördlichsten Ausläufern der Höhen des Gros de Vaud, rund 100 m über der Orbeebene, im Waadtländer Mittelland.
Die Fläche des 6,5 km² grossen Gemeindegebiets umfasst einen Abschnitt des Waadtländer Mittellandes. Der Gemeindeboden erstreckt sich vom Canal Oriental, einem rechten Seitenkanal der Thielle, südwärts über die Orbeebene und in einem schmalen Streifen über die Terrasse von Belmont bis auf den breiten Höhenrücken des Bois de Suchy. Im südlichen Teil wird die Ostgrenze durch den stark gewundenen Lauf des Buron in einem in die Molasseschichten eingeschnittenen Tal gebildet, während die Westgrenze im Waldgebiet Bois de Suchy liegt. An dessen Rand wird mit 604 m ü. M. auf den Hauts de Villars der höchste Punkt von Belmont-sur-Yverdon erreicht. Von der Gemeindefläche entfielen 1997 6 % auf Siedlungen, 18 % auf Wald und Gehölze, 75 % auf Landwirtschaft und etwas weniger als 1 % war unproduktives Land.
Zu Belmont-sur-Yverdon gehören der Weiler Le Villaret (569 m ü. M.) auf einer Geländeterrasse am westlichen Talhang des Buron sowie einige Einzelhöfe. Die Nachbargemeinden von Belmont-sur-Yverdon sind im Norden Yverdon-les-Bains, im Nordosten Gressy, im Osten und Süden Essertines-sur-Yverdon, im Südwesten Suchy und im Nordwesten Ependes.

## Bevölkerung
Mit 443 Einwohnern (Stand 31. Dezember 2023) gehört Belmont-sur-Yverdon zu den kleinen Gemeinden des Kantons Waadt. Von den Bewohnern sind 96,8 % französischsprachig, 1,6 % englischsprachig und 0,8 % portugiesischsprachig (Stand 2000). Die Bevölkerungszahl von Belmont-sur-Yverdon belief sich 1850 auf 387 Einwohner, 1900 auf 373 Einwohner. Danach wurde aufgrund starker Abwanderung bis 1970 eine Abnahme um mehr als 50 % auf 183 Einwohner verzeichnet; seither hat die Bevölkerung wieder deutlich zugenommen.

## Wirtschaft
Belmont-sur-Yverdon lebt noch heute hauptsächlich von der Landwirtschaft, insbesondere vom Ackerbau und Obstbau. Ausserhalb des primären Sektors gibt es nur relativ wenige Arbeitsplätze im Dorf. In den letzten Jahrzehnten hat sich Belmont-sur-Yverdon zu einer Wohngemeinde entwickelt. Zahlreiche Erwerbstätige sind deshalb Wegpendler, die vor allem in Yverdon arbeiten.

## Verkehr
Die Gemeinde ist verkehrstechnisch recht gut erschlossen, obwohl sie abseits der grösseren Durchgangsstrassen liegt. Der Autobahnanschluss Yverdon-Sud an der 1981 eröffneten A1 (Lausanne-Yverdon) ist rund 3 km vom Ortskern entfernt. Durch einen Postautokurs, der von Yverdon nach Suchy verkehrt, ist Belmont-sur-Yverdon an das Netz des öffentlichen Verkehrs angeschlossen.

## Geschichte
Der Ursprung des Ortes Belmont-sur-Yverdon liegt in einer Burg, die 1154 als castrum Bellimontis erstmals erwähnt wurde und den Herren von Grandson gehörte. Zu Beginn des 13. Jahrhunderts entwickelte sich bei der Burg eine Siedlung, 1220 als burgum Bellimontis genannt, die einen Wochenmarkt abhielt und im 14. Jahrhundert mit dem Stadtrecht ausgezeichnet wurde. Die Burg und das Städtchen Belmont waren der Mittelpunkt der gleichnamigen Herrschaft und bildeten ein kleines regionales Zentrum und seit 1389 eine Burgvogtei Savoyens. Bereits im Lauf des 15. Jahrhunderts setzte aber der Niedergang des Städtchens ein. Seit dem 16. Jahrhundert hatte Belmont nur noch den Status eines Dorfes.
Mit der Eroberung der Waadt durch Bern im Jahr 1536 kam Belmont-sur-Yverdon unter die Verwaltung der Landvogtei Yverdon, bildete darin aber eine Kastlanei mit eigenem Gerichtshof. Nach dem Zusammenbruch des Ancien Régime gehörte das Dorf von 1798 bis 1803 während der Helvetik zum Kanton Léman, der anschliessend mit der Inkraftsetzung der Mediationsverfassung im Kanton Waadt aufging. 1798 wurde Belmont-sur-Yverdon dem Bezirk Yverdon zugeteilt und erhielt 1803 den Status eines Kreishauptortes.

## Sehenswürdigkeiten
Im Ortskern sind einige charakteristische Bauernhäuser aus dem 17. bis 19. Jahrhundert erhalten. Das Gemeindehaus stammt von 1820. Belmont-sur-Yverdon besitzt keine eigene Kirche, es gehört zur Pfarrei Gressy. Im Mittelalter besass Belmont eine Kapelle, diese existiert aber – wie auch die Burg – heute nicht mehr.